# H-brygga

Uppbyggnaden av en H-brygga (markerat i rött)

En H-brygga är en elektronisk krets som möjliggör att en spänning kan påläggas över en last i endera riktningar. Dessa kretsar används ofta inom robotteknik och andra användningsområden för att tillåta att en likströmsmotor kan köras framåt eller bakåt.
De flesta växelriktare, frekvensomriktare, DC-till-DC-push-pull-omvandlare, motorstyrningar och många andra typer av kraftelektronik använder H-bryggor. I synnerhet, en bipolär stegmotor är nästan alltid styrd av en motorstyrning som innehåller två H-bryggor.

## Generellt
H bryggor är tillgängliga som integrerade kretsar, eller så kan de vara uppbyggda av diskreta kretsar.
Termen H-brygga härleder från den typiska grafiska representationen av en sådan krets. En H-brygga är uppbyggd av fyra kontakter (halvledare eller mekaniska). När kontakterna S1 och S4 (enligt figuren till höger) är stängda och S2 och S3 är öppna, kommer en positiv spänning appliceras över motorn. Genom att öppna S1 och S4 och stänga S2 och S3 kommer spänningen att appliceras i motsatt riktning över motorn och tillåter omvänd drift av motorn. 
Enligt terminologi ovan, skall S1 och S2 aldrig stängas samtidigt, eftersom detta skulle orsaka en kortslutning i spänningskällan. Detsamma gäller omkopplare S3 och S4. Detta tillstånd är känt som rusning.